# Qi Shui (vattendrag i Kina)
Qi Shui är ett vattendrag i Kina. Det ligger i provinsen Hunan, i den södra delen av landet, omkring 210 kilometer sydväst om provinshuvudstaden Changsha.
Genomsnittlig årsnederbörd är 1 625 millimeter. Den regnigaste månaden är maj, med i genomsnitt 227 mm nederbörd, och den torraste är oktober, med 33 mm nederbörd.